# Torneio Internacional de Manaus de 2016
O Torneio Internacional de Futebol Feminino de 2016, mais conhecido como Torneio Internacional de Manaus, foi a oitava edição da competição de seleções nacionais de futebol feminino, organizado pela Confederação Brasileira de Futebol.
Participaram do torneio as seleções do Brasil, Costa Rica, Itália e Rússia e foi disputado entre 7 e 18 de dezembro.
Essa Copa Caixa Internacional de Seleções de Futebol vai marcar a despedida da jogadora Formiga, Com seis edições dos Jogos Olímpicos no currículo, e jogadora com mais atuações pela Seleção Brasileira Feminina de Futebol que se aposentou no fim do ano.
O Brasil conquistou o sétimo título deste torneio após vencer a Itália na final por 5 a 3 e fechou o torneio com 100% de aproveitamento.

## Regulamento
Na primeira fase, as equipes jogam entre si, dentro do grupo em turno único, classificando-se para a próxima fase as duas equipes com o maior número de pontos ganhos no respectivo grupo.
Na fase final, a primeira e a segunda colocada jogam uma partida única, sagrando-se campeã a equipe com o maior número de pontos ganhos, considerando-se os resultados obtidos exclusivamente nesta fase.
A terceira e a quarta colocadas do grupo jogam em partida única, sagrando-se terceira colocada do torneio a equipe com o maior número de pontos ganhos, considerando-se os resultados obtidos exclusivamente nesta fase.

### Critérios de desempate
Em caso de igualdade em pontos ganhos entre duas equipes, poderiam ser aplicados sucessivamente os seguintes critérios técnicos de desempate:
1. Maior número de vitórias;
2. Maior saldo de gols;
3. Maior número de gols marcados;
4. Menor número de cartões vermelhos;
5. Menor número de cartões amarelos;
6. Sorteio público.

## Equipes participantes
| Equipe     | Confederação | Títulos                                 |
| ---------- | ------------ | --------------------------------------- |
| Brasil     | CONMEBOL     | 6 (2009, 2011, 2012, 2013, 2014 e 2015) |
| Costa Rica | CONCACAF     | —                                       |
| Itália     | UEFA         | —                                       |
| Rússia     | UEFA         | —                                       |

## Primeira fase
| Pos. | Time       | Pts | J | V | E | D | GP | GC | SG  |
| ---- | ---------- | --- | - | - | - | - | -- | -- | --- |
| 1    | Brasil     | 9   | 3 | 3 | 0 | 0 | 13 | 1  | +12 |
| 2    | Itália     | 6   | 3 | 2 | 0 | 1 | 7  | 3  | +4  |
| 3    | Rússia     | 3   | 3 | 1 | 0 | 2 | 3  | 8  | -5  |
| 4    | Costa Rica | 0   | 3 | 0 | 0 | 3 | 1  | 12 | -11 |

| 07 de dezembro | Itália                                       | 3 – 0     | Rússia | Arena da Amazônia, Manaus          |
| 19:30          | Gama 15' · Bergamaschi 49' · Gabbiardini 62' | Relatório |        | Público: 4 192 Renda: R$ 47.910,00 |

| 07 de dezembro | Brasil                                                                   | 6 – 0     | Costa Rica | Arena da Amazônia, Manaus                                    |
| 22:15          | Andressinha 25' · Tamires 28' · Gabi Zanotti 45', 47' · Beatriz 53', 73' | Relatório |            | Público: 4 192 Renda: R$ 47.910,00 Árbitro: SP Raphael Claus |

| 11 de dezembro | Costa Rica | 0 – 3     | Itália                                    | Arena da Amazônia, Manaus |
| 16:30          |            | Relatório | 7' Gabbiardini · 53' Piemonti · 82' Mauro |                           |

| 11 de dezembro | Rússia | 0 – 4     | Brasil                              | Arena da Amazônia, Manaus |
| 18:45          |        | Relatório | 12', 50' Beatriz · 42', 60' Debinha |                           |

| 14 de dezembro | Costa Rica  | 1 – 3     | Rússia                                      | Arena da Amazônia, Manaus |
| 19:30          | Herrera 66' | Relatório | 44' Pantukhina · 59' Morosova · 84' Karpova |                           |

| 14 de dezembro | Brasil                                             | 3 – 1     | Itália             | Arena da Amazônia, Manaus |
| 22:15          | Andressinha 30' · Bartoli 76' (g.c.) · Debinha 90' | Relatório | 45+1' (pen) Parisi |                           |

## Fase final

### Disputa do terceiro lugar
| 18 de dezembro | Rússia      | 1 – 0     | Costa Rica | Arena da Amazônia, Manaus               |
| 16:30          | Karpova 27' | Relatório |            | Árbitro: SP Regildenia de Holanda Moura |

### Final
| 18 de dezembro | Brasil                                                             | 5 – 3     | Itália                                     | Arena da Amazônia, Manaus |
| 18:45          | Beatriz 9' · Gabi Zanotti 21' · Andressinha 37', 48' · Debinha 61' | Relatório | 15' Mauro · 33' Gabbiardini · 57' Bonansea |                           |

## Artilharia
| 5 gols (1) - Beatriz 4 gols (2) - Debinha - Andressinha 3 gols (2) - Gabi Zanotti - Melania Gabbiardini 2 gols (2) - Ilária Mauro - Nadezda Karpova 1 gol (9) - Tamires - Melissa Herrera | 1 gol (continuação) - Sara Gama - Valentina Bergamaschi - Martina Piemonti - Alice Parisi - Barbara Bonansea - Ekaterina Pantukhina - Elena Morosova Gol-contra (1) - Elena Morosova (para o Brasil) |

## Premiação
| Torneio Internacional de Futebol Feminino de 2016 |
| Brasil                                            |
| ------------------------------------------------- |
| BRASIL Campeão (7º título)                        |